# Tahay
Tahay, en gaélique écossais Taghaigh, est une île du Royaume-Uni située en Écosse.